# John Morgan Wilson
Pour les articles homonymes, voir Wilson.
John Morgan Wilson, né le 19 septembre 1945 en Floride aux États-Unis, est un journaliste et un écrivain de roman policier américain. Il est connu outre-atlantique pour sa série de romans policiers mettant en scène le reporter homosexuel Benjamin Justice. Il a notamment remporté avec cette série trois prix Lambda Literary et le prix Edgar-Allan-Poe du meilleur premier roman en 1997. Ses écrits ne sont pas traduits en français.

## Biographie
Il grandit en Californie du Sud. Il commence à écrire pour la presse à l'âge de dix-neuf ans. Il est ensuite diplômé en journalisme de l'université d'État de San Diego. Il devient journaliste pour le Los Angeles Herald-Examiner (en), puis assistant d'édition pour le Los Angeles Times. Il travaille également comme journaliste indépendant pour différents médias.
Il se fait connaître comme écrivain avec sa série de romans policiers mettant en scène le reporter homosexuel Benjamin Justice de Los Angeles. Il obtient le Prix Edgar-Allan-Poe 1997 du meilleur premier roman avec Simple Justice et par la suite trois Prix Lambda Literary du meilleur roman policier.
Il a également signé deux recueils de nouvelles avec le pianiste et chanteur américain Peter Duchin (en).

## Œuvres

### SérieBenjamin Justice
- Simple Justice (1996)
- Revision of Justice (1997)
- Justice At Risk (1999)
- The Limits of Justice (2000)
- Blind Eye (2003)
- Moth and Flame (2004)
- Rhapsody in Blood (2006)
- Spider Season (2008)

### Recueils de nouvelles
- Blue Moon (2002) (avec Peter Duchin (en))
- Good Morning, Heartache (2003) (avec Peter Duchin)

## Prix et distinctions notables
- Prix Edgar-Allan-Poe 1997 du meilleur premier roman pour Simple Justice
- Nomination au Prix Lambda Literary 1997 du meilleur roman policier gay avec Revision of Justice
- Prix Lambda Literary 1999 du meilleur roman policier gay avec Justice at Risk
- Prix Lambda Literary 2000 du meilleur roman policier gay avec The Limits of Justice
- Prix Lambda Literary 2003 du meilleur roman policier gay avec Blind Eye
- Nomination au Prix Lambda Literary 2004 du meilleur roman policier gay avec Moth and Flame
- Nomination au Prix Lambda Literary 2008 du meilleur roman policier gay avec Spider Season